# Доржитаров, Сергей Александрович
Серге́й Алекса́ндрович Доржита́ров — российский бурятский самбист, мастер спорта международного класса, двукратный чемпион мира по боевому самбо, чемпион Европы и России по боевому самбо.

## Биография
Сергей Доржитаров родился 22 мая 1976 года в селе Бурдуны Кяхтинского района Бурятской АССР. Вольной борьбой и борьбой самбо начал заниматься в школьные годы.
В 1998 году окончил лицей № 24 в Улан-Удэ, получив диплом мастера общестроительных работ. В 1998 году призван в ряды Российской армии, службу проходил в Забайкальском военном округе. После армии поступил в Бурятский государственный университет на факультет физической культуры.
Доржитаров стал первым чемпионом мира по боевому самбо в Бурятии. Его тренером был заслуженный тренер России по боевому самбо Тумэн Санжиев.
В настоящее время работает тренером и спортивным судьёй.
В Кяхте ежегодно проводится турнир по самбо на призы Сергея Доржитарова.

## Спортивные достижения
- Бронзовый призёр Азии по вольной борьбе (1995);
- Чемпион мира по боевому самбо (Панама, 2002);
- Чемпион мира по боевому самбо (Молдавия, 2004)[3];
- Чемпион Европы по боевому самбо (Литва, 2004)[4];
- Чемпион России по боевому самбо 2002 года (Москва, 2002);
- Трёхкратный чемпион Бурятии (1993, 1994, 1995);
- Двукратный чемпион Бурятии по спортивному самбо (2001, 2002);
- Двукратный чемпион Бурятии по боевому самбо (2001, 2002)[5].